# Bradysia surinamensis
Bradysia surinamensis är en tvåvingeart som först beskrevs av Franz Lengersdorf 1931.  Bradysia surinamensis ingår i släktet Bradysia och familjen sorgmyggor. Inga underarter finns listade i Catalogue of Life.